# Platja de Tamarit
La platja de Tamarit, anomenada també platja del Vinyet, i tradicionalment platja de la Roca de Gaià, és la platja més oriental del municipi de Tarragona (Tarragonès), situada en un entorn força natural on es troben camps i la desembocadura del riu Gaià, però també un càmping. Queda limitada a ponent per les roques on es troba el castell de Tamarit, antic nucli del poble de Tamarit, i a llevant per la platja d'Altafulla, al límit del terme municipal d'Altafulla, prop del Club Marítim Altafulla. La desembocadura del Riu Gaià crea un espai d'interès natural.
Orientada al sud-sud-est, té una longitud de 1.150 metres i una amplada mitjana de 62 metres, formada per sorra fina i daurada, amb un pendent d'entrada a l'aigua suau. Disposa de serveis bàsics: senyalització i senyals de salvament, dutxa, sanitaris portàtils i zona d'aparcament per a vehicles.
La platja està guardonada amb la Bandera Blava, que reconeix internacionalment la qualitat de l'aigua i serveis. L'Agència Catalana de l'Aigua efectua un control setmanal de la qualitat de l'aigua, durant la temporada de bany, amb el resultat d'excel·lent.

## La Roca de Gaià
A l'esquerra de la platja, a la zona del Vinyet, entre la desembocadura del riu Gaià i el límit del terme municipal, hi ha la Roca de Gaià, una petita elevació rocosa, sobre la que durant la Guerra Civil espanyola, s'hi va construir un búnquer. Antigament les onades arribaven a la roca, però amb la construcció l'any 1991 d'un espigó, paral·lel a la costa, la sorra s'ha acumulat davant de la roca, creant una platja de gran gruix, amb una llengua que s'acosta a l'espigó. Això ha permès crear una zona de dunes, on hi nidifica el corriol camanegre.
El 1947 es va construir al costat de la platja la fàbrica de la Roca de Gaià, o IQUIRGA (Industria Química Roca de Gaià), que fabricava carbonat de magnesi a partir dels còdols de la platja i de l'aigua de mar. El 2021 es van enderrocar les restes de la fàbrica.